# Endométabolisme
L'endométabolisme est un concept d'économie qui se définit comme la transformation progressive des paramètres d'un mode de régulation.

## Concept
Le terme fait l'objet d'une thèse par Frédéric Lordon. Il définit l'endométabolisme comme « le processus par lequel le fonctionnement de la structure altère la structure. Le simple fait qu'une structure soit, que son existence se dé-roule, peut être motif suffisant à son altération ». Ainsi, les causes qui ont été à l'origine de l'essor du fordisme sont également à l'origine de son déclin. 
La structure altérant la structure, l'endométabolisme est une transformation d’un mode de développement sous l’impact de sa propre dynamique interne, c'est-à-dire la transformation endogène des formes institutionnelles qui encadrent l’accumulation dans le temps. Cette altération brutale du mode de régulation se fait sous l'effet d'une accumulation d'une série de changements marginaux. 
Le terme est utilisé par certains économistes hétérodoxes, parfois marxistes. Dans ce dernier cas, il se fond dans l'idée du Matérialisme historique selon lequel tout système contient en lui-même les germes de sa propre destruction.

## Critiques
Pour Yves Saillard et Robert Boyer, l'endométabolisme permet de comprendre les dynamiques d'entrées en grande crise, mais il faut « de tout autres outils [...] pour accéder à une formalisation des processus de recomposition par lesquels émergent de nouvelles formes institutionnelles ».